# لیکوی ابروآتشی
لیکوی ابروآتشی یک گونه از پرندگان خانواده چشم‌سفید، در سردهٔ Dasycrotapha است. این پرنده با نشانه‌های پیچیده سر با تاج‌های نارنجی، گوش‌های سیاه و نوک و صورت زرد یکی از قابل توجه‌ترین و متمایزترین پرندگان است. بومی فیلیپین در جزایر پانای و نگروس است. زیستگاه طبیعی آن جنگل‌های دشت مرطوب استوایی است. از دست دادن زیستگاه آن را تهدید می‌کند. همراه با لیکوی خطدار نگرس. این یکی از دو گونه لیکویی است که پرنده‌نگران در نگروس (جزیره) به شدت به دنبال آن هستند.

## نگارخانه

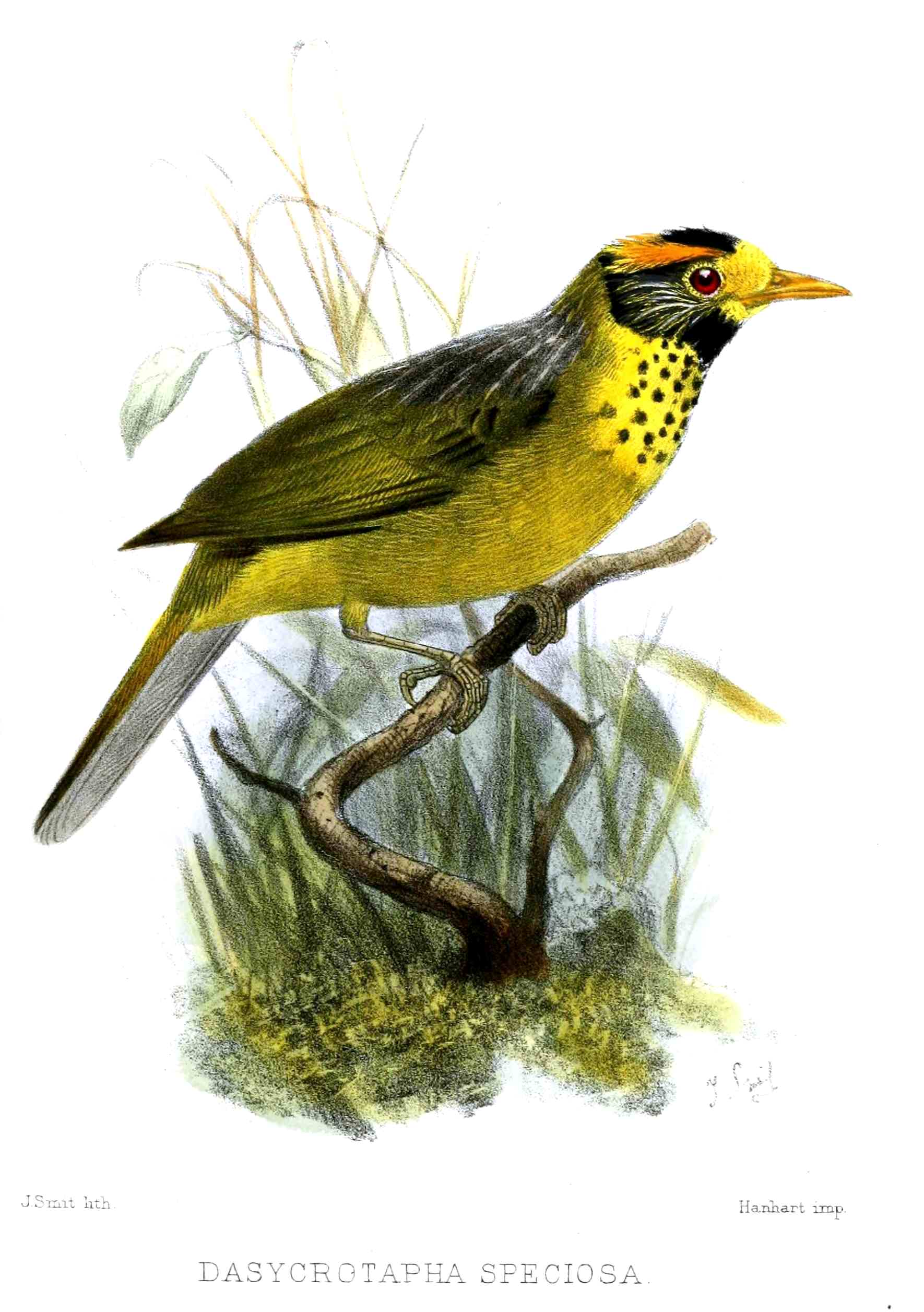
لیکوی ابروآتشی در حال تغذیه از یک گل در جزیره Negros